# Lautereria mozana
Lautereria mozana är en insektsart som beskrevs av Young 1977. Lautereria mozana ingår i släktet Lautereria och familjen dvärgstritar. Inga underarter finns listade i Catalogue of Life.